# Polizia comunale
La polizia comunale (in tedesco Gemeindepolizei o Stadtpolizei, acronimo: STAPO, in francese police municipale, in romancio polizia cumûnala) è il servizio di polizia fornito dai singoli comuni svizzeri in base alle disposizioni legali del cantone di appartenenza, trattadosi la Svizzera di uno stato federale. Il più grande corpo di polizia comunale esistente nel paese risulta essere quello della città di Zurigo, seguito da Losanna, San Gallo, Lugano e Winterthur.

## Svizzera italiana
Nel contesto della Svizzera italiana, il Canton Ticino è organizzato dal 1º settembre 2015 tramite una suddivisione amministrativa in 8 Regioni di competenza delle varie polizie comunali, le quali dall'inizio del nuovo millennio si stanno riunendo attraverso le aggregazioni comunali e nuove forme di collaborazione come la polizia intercomunale. La legge sulla collaborazione tra polizia cantonale e polizie cantonali, stabilisce che sono inizialmente istituite le seguenti regioni di polizia comunale e i relativi comuni polo, i cui corpi di polizia esercitano il coordinamento regionale:
- Regione I (Mendrisiotto sud), comune polo Chiasso
- Regione II (Mendrisiotto nord), comune polo Mendrisio
- Regione III (Luganese), comune polo Lugano
- Regione V (Bellinzonese), comune polo Bellinzona
- Regione VI (Locarnese est e Valle Maggia), comune polo Locarno
- Regione VII (Locarnese ovest), comune polo Ascona
- Regione VIII (Riviera, Blenio e Leventina), comune polo Biasca

Il Consiglio di Stato del Canton Ticino, tramite regolamento, definisce l’appartenenza dei singoli comuni alle regioni di polizia, tenendo conto del principio della coerenza territoriale. In presenza di processi di aggregazione che modificano la situazione di fatto, la composizione del numero delle regioni è suscettibile di riduzione. Con l’accordo dei comuni polo interessati le regioni di polizia comunale possono essere unificate. I corpi di polizia strutturati possono essere inoltre costituiti da agenti di polizia cantonale e di polizia comunale, cosiddetti corpi misti.
Il Canton Grigioni, secondo cantone svizzero che riconosce ufficialmente l'italiano come lingua ufficiale, dispone di una base legale assai più leggera di quella esistente nel Canton Ticino. Nei Grigioni soltanto 9 comuni su un totale di oltre 120 dispongono di una polizia comunale che svolge i propri compiti in uniforme e con armi d'ordinanza.
Nello specifico del Grigioni italiano invece, unicamente il comune di Roveredo dispone di un corpo di polizia comunale che svolge le proprie mansioni in uniforme ufficiale, seppur senza arma d'ordinanza. Nei comuni di Poschiavo e Bregaglia le autorità locali hanno invece delegato i compiti di polizia locale (bassa polizia e polizia amministrativa) alla polizia cantonale dei Grigioni, previa convenzione con il governo retico. Numerosi comuni di piccole dimensioni fanno invece capo alla figura dell'usciere quale persona delegata dal Municipio per l'emissione di multe disciplinari e l'intimazione di atti ufficiali.

## Galleria d'immagini

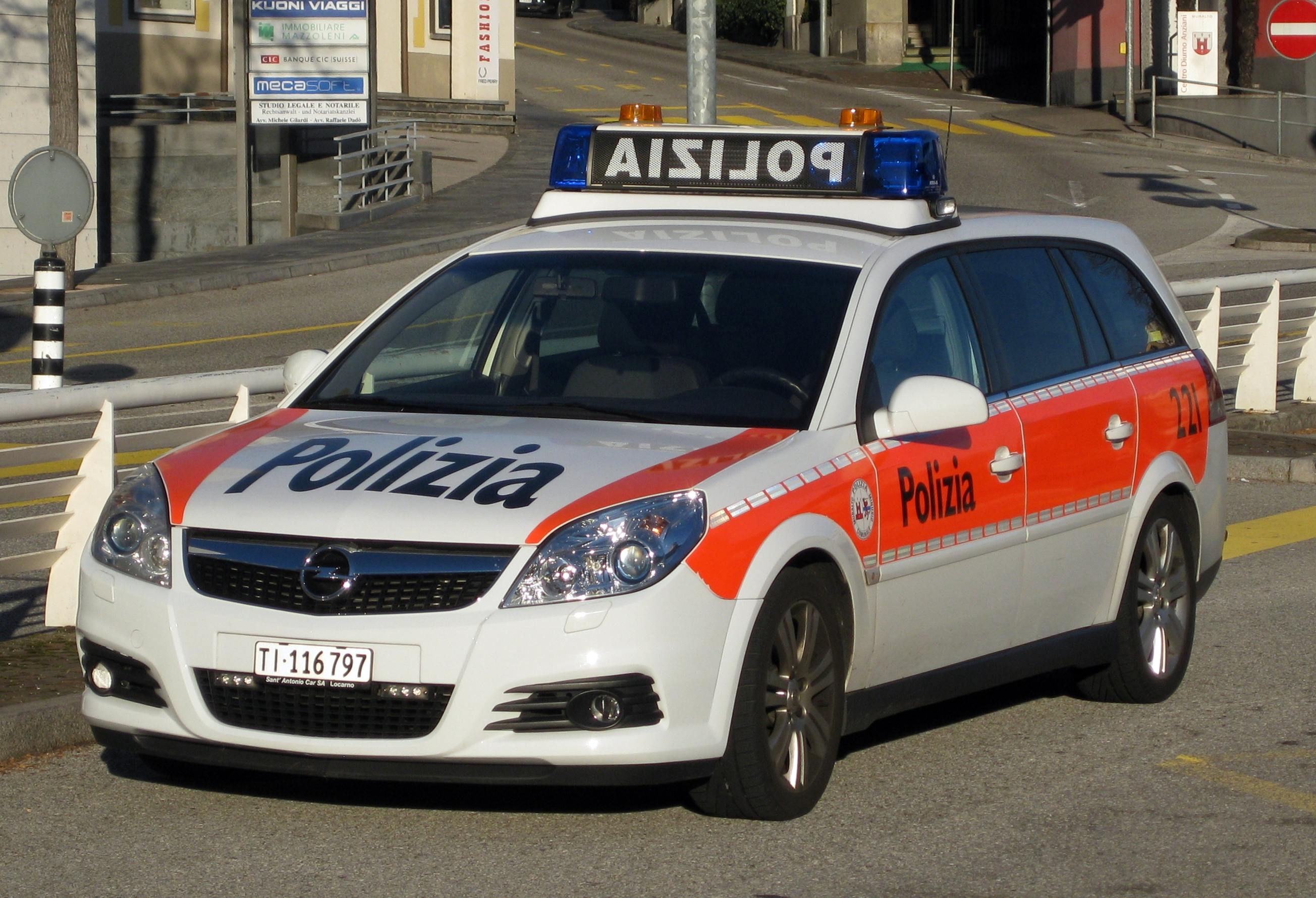
Auto della polizia comunale di Muralto e Minusio (Canton Ticino).
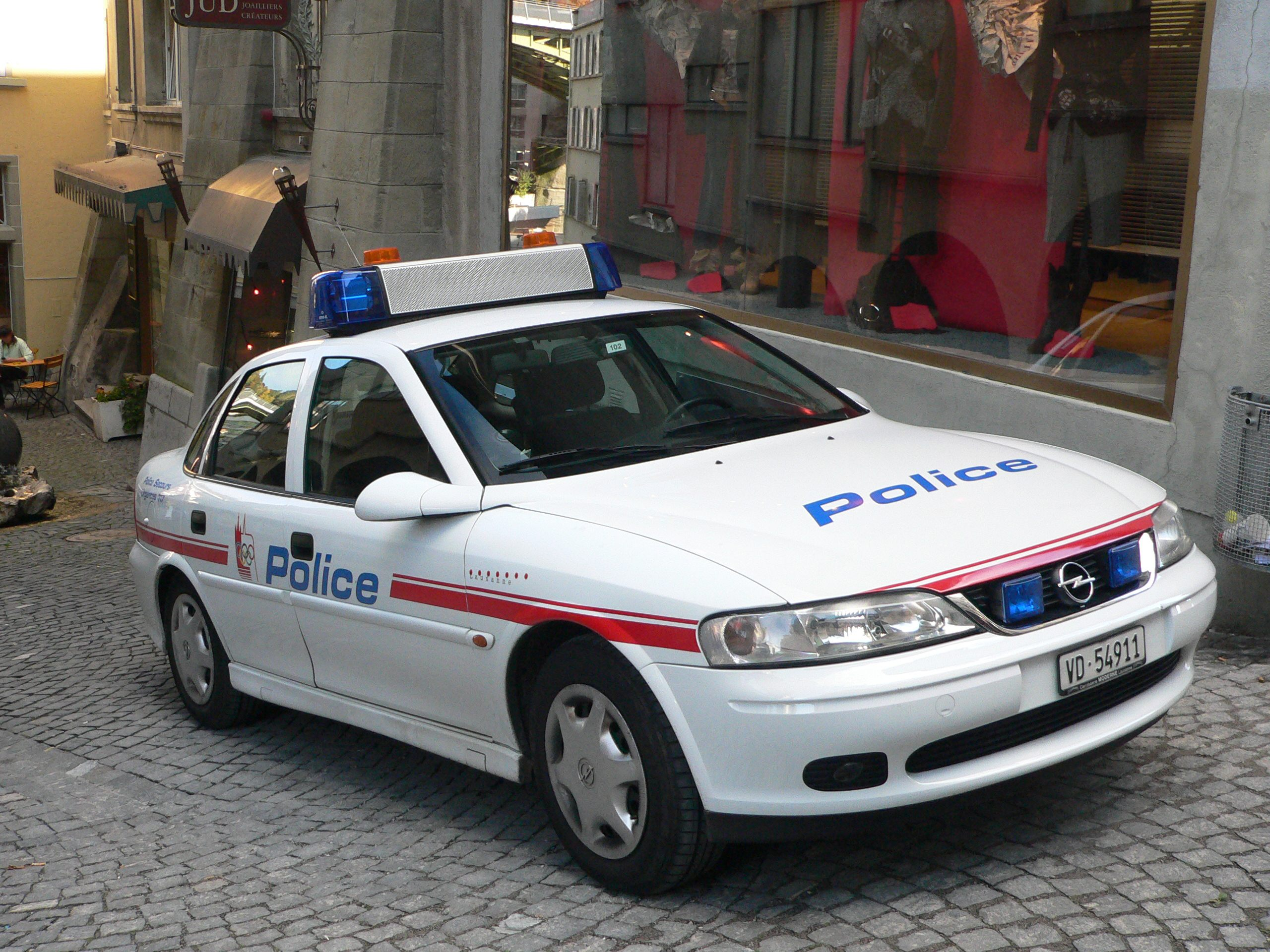
Auto della polizia comunale di Losanna (Vaud).
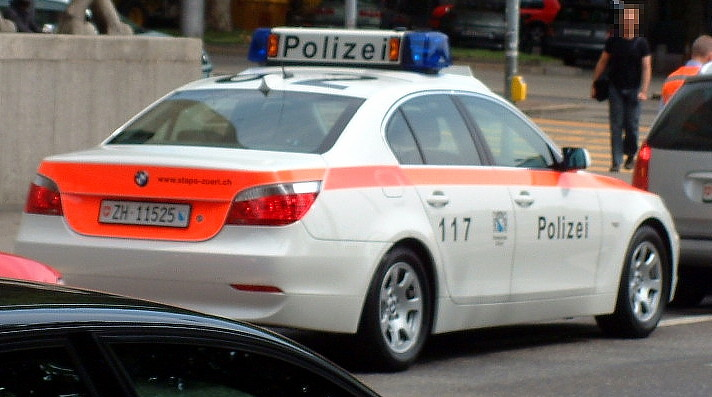
Auto della polizia comunale di Zurigo (Canton Zurigo).
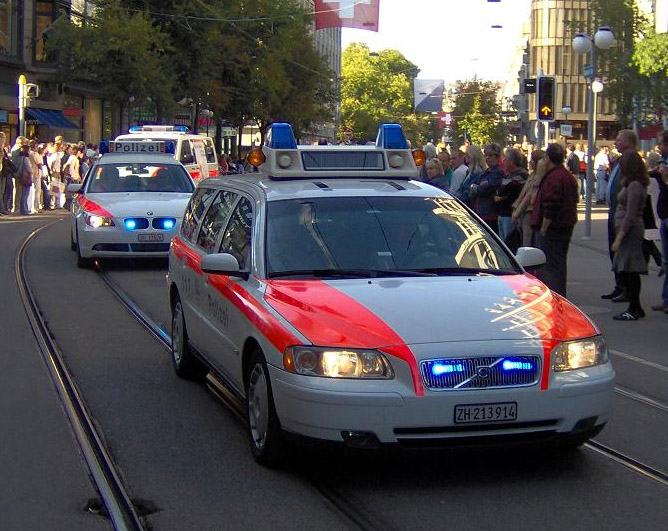
Auto della polizia comunale di Zurigo (Canton Zurigo).
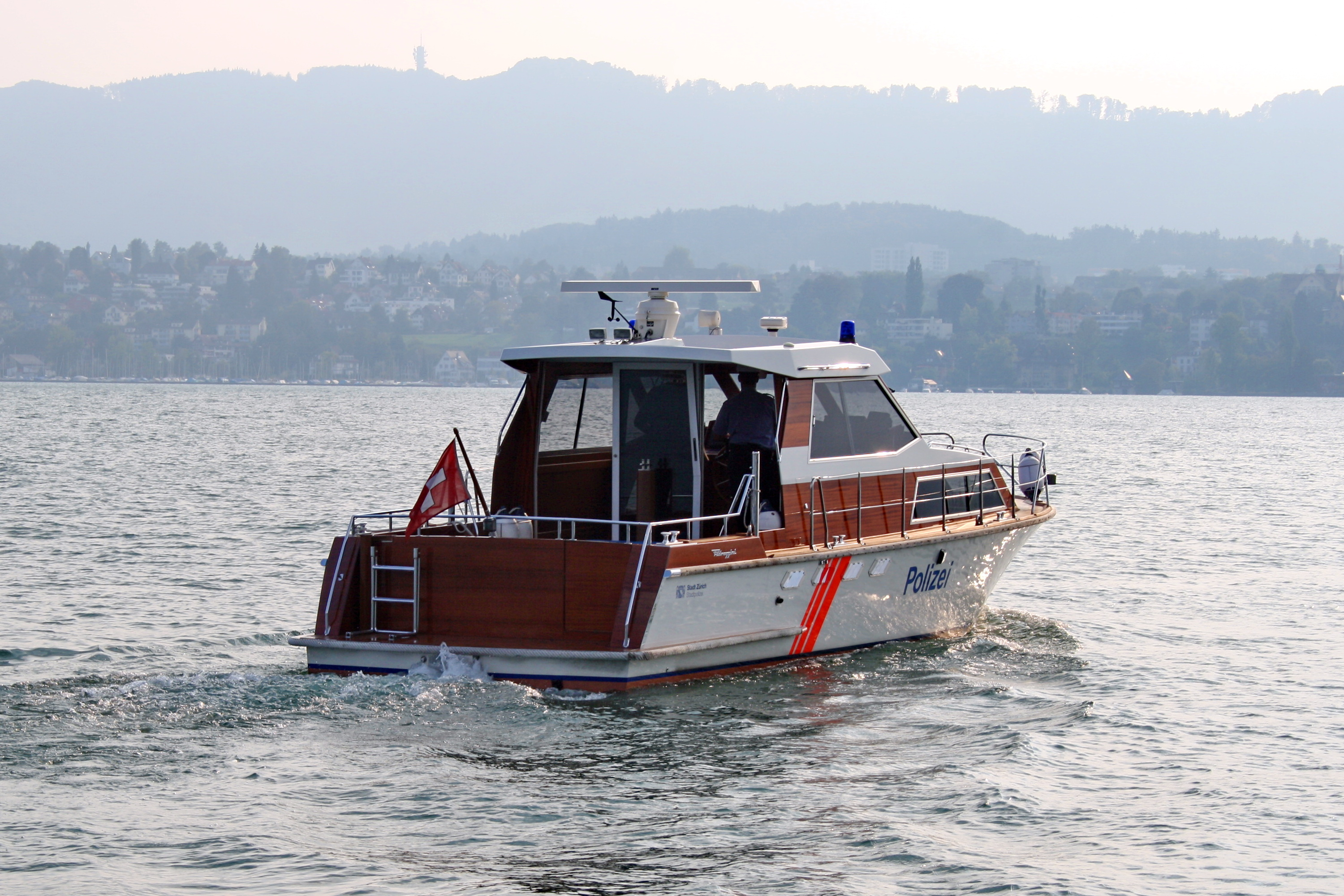
Battello della polizia comunale di Zurigo (Canton Zurigo) nel Lago di Zurigo.
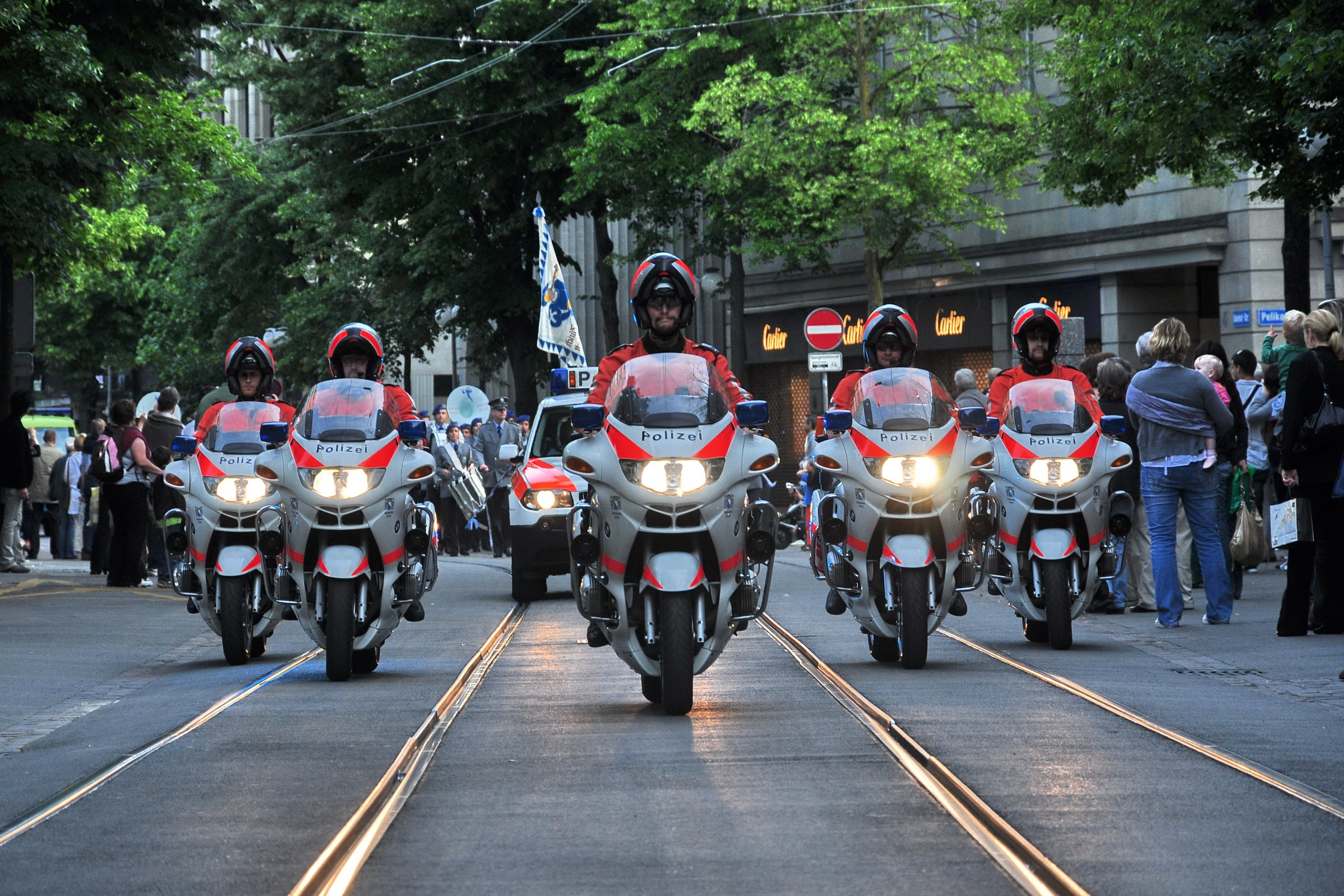
Parata di moto della polizia comunale di Zurigo (Canton Zurigo).
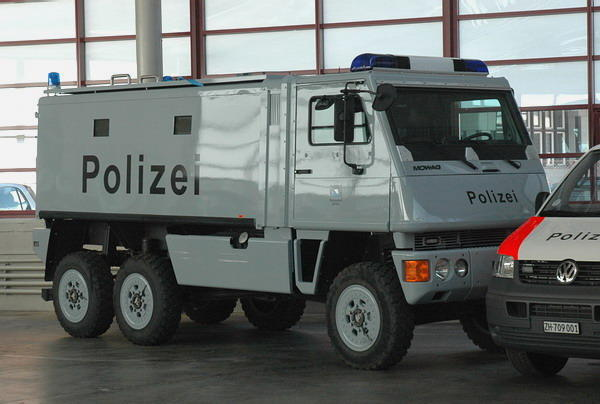
Automezzo della polizia comunale di Zurigo (Canton Zurigo).